# Liste der Kulturdenkmäler in Rettershain
In der Liste der Kulturdenkmäler in Rettershain sind alle Kulturdenkmäler der rheinland-pfälzischen Ortsgemeinde Rettershain aufgeführt. Grundlage ist die Denkmalliste des Landes Rheinland-Pfalz (Stand: 8. Dezember 2023).

## Einzeldenkmäler
| Bezeichnung    | Lage                                              | Baujahr                           | Beschreibung                                                                                      | Bild            |
| -------------- | ------------------------------------------------- | --------------------------------- | ------------------------------------------------------------------------------------------------- | --------------- |
| Wohnhaus       | Forststraße 5 Lage                                | 18. Jahrhundert                   | Fachwerkhaus, 18. Jahrhundert, Kniestock 19. Jahrhundert                                          | BW              |
| Wohnhaus       | Hauptstraße 23 Lage                               | 17. oder 18. Jahrhundert          | Fachwerkhaus, verputzt und mit Zierverschieferung von 1843, wohl aus dem 17. oder 18. Jahrhundert | BW              |
| Wohnhaus       | Hauptstraße 31 Lage                               | 18. Jahrhundert                   | Fachwerkhaus, teilweise verschiefert, 18. Jahrhundert                                             | BW              |
| Kriegerdenkmal | nordöstlich des Ortes auf dem Friedhof Lage       | erste Hälfte des 20. Jahrhunderts | Kriegerdenkmal 1914/18, erste Hälfte des 20. Jahrhunderts                                         | Fotos hochladen |
| Römerbrücke    | nordwestlich des Ortes im Niedergrundbachtal Lage |                                   | einbogige Bruchsteinbrücke                                                                        | BW              |